# Gymnastes demeijerei
Gymnastes demeijerei är en tvåvingeart som först beskrevs av Riedel 1921.  Gymnastes demeijerei ingår i släktet Gymnastes och familjen småharkrankar. Inga underarter finns listade i Catalogue of Life.